# Ca Catanyà
Ca Catanyà és una obra modernista de Valls (Alt Camp) protegida com a Bé Cultural d'Interès Local.

## Descripció
Casa situada entre mitgeres al carrer Sant Antoni. És una construcció de cinc plantes, planta baixa, entresòl i tres pisos, que presenta alguns elements decoratius i constructius modernistes. En l'entresòl destaquen els dos balcons de perfil circular tancats per baranes metàl·liques amb formes decoratives curvilínies. De la mateixa manera el fustam de les d'aquestes dues finestres, que també dibuixa formes corbes. La resta de la façana presenta un ritme simètric marcat per les finestres balconeres de cada planta. El primer pis compta amb un balcó corregut.
També cal comentar que hi ha un plafó ceràmic adossat entre dues cases, la número 9 i la número 11, que ens correspon. Aquest presenta una estructura amb volutes al coronament i a la base, i en el centre es representa la imatge de Sant Cristòfol, que queda emmarcat per rajoles de ceràmica vidriada de diferents colors.